# Quaternary
Albums de Mötley Crüe
Mötley Crüe Generation Swine
Quaternary est un EP du groupe de glam metal Mötley Crüe sorti en 1994.
Planet Boom est sorti plus tard dans la bande originale du film Barb Wire avec Pamela Anderson, l'ex-femme de Tommy Lee, bien que la chanson soit seulement créditée à Tommy Lee, et le titre changé en Welcome to Planet Boom. Une vidéo est aussi sortie pour la chanson autour du même titre que le film sorti.

## Liste des titres
1. Planet Boom – 3:49 - (Tommy Lee) Produit par  Lee & Rock
2. Bittersuite – 3:17 - (Mick Mars) Produit par Mars & Rock
3. Father – 3:58 - (Nikki Sixx) Produit par Sixx & Rock
4. Friends – 2:28 - (John Corabi) Produit par Corabi & Rock
5. Babykills – 5:23 - (Sixx, Mars, Lee, Corabi) Produit par Rock

### Titres Bonus (Japon)
1. 10.000 Miles Away - 6:06 - (Sixx, Mars, Lee, Corabi)
2. Hooligan's Holiday (extended holiday version) - 11:07 - (Sixx, Mars, Lee, Corabi)
3. Hammered (demo) - 4:39 - (Sixx, Mars, Lee, Corabi)
4. Livin' in the Know (demo) - 4:23 - (Sixx, Mars, Lee, Corabi)

## Crédits
- John Corabi - chants, guitare rythmique, claviers
- Mick Mars - guitare
- Nikki Sixx - basse
- Tommy Lee - batterie
- Bob Rock - producteur